# Sarbanissa kuangtungensis
Sarbanissa kuangtungensis là một loài bướm đêm trong họ Noctuidae.